# Меглицкий, Константы
Константы Меглицкий (пол. Konstanty Meglicki; 17 апреля 1890, Влоцлавек, Варшавская губерния, Царство Польское, Российская империя — 2 сентября 1955,Варшава, Польша) — польский актёр, режиссёр, сценарист, театральный педагог.

## Биография
В 11-летнем возрасте с родителями переехал на жительство в Россию. Окончил офицерскую школу в Вильне.
Участник Первой мировой войны, служил в царской армии. В 1920 году демобилизовался из армии. В ожидании репатриации в Польшу отправился в Тифлис, где изучал экономику в тифлисском Политехническом институте (теперь Грузинский технический университет).
В 1921 году вернулся в Польшу и поселился в Варшаве. Поступил на учёбу в «Киностудии». Дебютировал в кино в 1922 году. Основал собственную киностудию (среди её актёров был Мечислав Цибульский) и школу актёрского мастерства в Торуни (1927). Выступал с передвижным коллективом Станиславы Высоцкой.
Работал, в основном как режиссёр. Во второй половине 1930-х годов ушёл из кино, работал в разных ведомствах.
Вместе с женой Зорикой Шиманьской, в течение всей войны спасал евреев, за что посмертно в 1992 году израильский Институт Катастрофы и героизма Яд ва-Шем присвоил Зорике и ему почётное звание Праведника народов мира.
После подавления Варшавского восстания в 1944 году был перемещен из столицы и жил последовательно в Буско-Здруе, Лодзи, Быстшице-Клодзкой и Вроцлаве. Вернулся в столицу в 1951 году и прожил там до самой смерти, получая пенсию по инвалидности.
Похоронен на Повонзком военном кладбище.

## Избранная фильмография
- 1931 — Страшная ночь (режиссёр, сценарист и актёр)
- 1930 — Галька (режиссёр и актёр)
- 1929 — Над снегами (режиссёр и сценарист)
- 1929 — Магдалена (режиссёр)
- 1928 — Предназначение (актёр, ассистент режиссёра)
- 1922 — Ревность (актёр)